# Simon Barere
Simon Barere (Odessa, 1 de setembre de 1896 – Nova York, 2 d'abril de 1951) fou un pianista russoucraïnès nacionalitzat estatunidenc. El seu cognom Барер es translitera Barer. Tanmateix, quan ja era adult, va adoptar l'ortografia Barere per tal de reduir la freqüència de pronúncia errònia.

## Biografia
Simon Barere va néixer a l'Imperi Rus (avui a Ucraïna), al gueto d'Odessa, al sí d'una una nombrosa família jueva en la qual va ser l'onzè nen. La seva primera escola foren els seus dos germans grans que practicaven música, les cafeteries, i després estudià sota la supervisió d'un veí. Després de la mort de son pare, als dotze anys es guanyà la vida tocant el piano per a pel·lícules mudes, o durant els àpats en sales de festes, cosa que li deixava poc temps per a assajar.. Va ingressar a l'Acadèmia Imperial de Música. Després, als setze anys, després de la mort de la seva mare, gràcies a una audició davant Glazunov, va estudiar al Conservatori Rimski-Kórsakov de Sant Petersburg, de 1912 amb Anna Iéssipova (alumna de Teodor Leszetycki) i a la mort d'aquest últim el 1914, amb Féliks Blumenfeld El 1919, va acabar els seus estudis amb el premi Rubinstein, encara tocant al vespre, per ajudar la seva família. Glazunov deia d'ell:
| « | Barere és Franz Liszt en una mà i Anton Rubinstein en l'altra. | » |

Després dels seus estudis, va fer classes al Conservatori de Kíev i va actuar en concert, confinat a l'URSS a causa del clima polític. El 1928, va poder instal·lar-se a Riga com a ambaixador cultural per als països bàltics. El 1929 va enregistrar les seves primeres peces per a Odeon (Liszt, Chopin, Rakhmàninov). Des de Letònia, amb la seva dona, la pianista Helen Vlashek i el seu fill petit de set anys, emigraren a Berlín el 1932, però amb l'augment de la persecució contra els jueus, es refugià a Suècia. El món occidental el va descobrir quan va debutar a l'Aeolian Hall de Londres el 1934, sota la direcció de Thomas Beecham. Va fer els seus primers enregistraments per a HMV.
El 1934, va anar de gira als Estats Units, on conegué el triomf, des del seu primer recital el 9 de novembre. Després va tocar a Austràlia, Nova Zelanda i Sud-àfrica. Es va instal·lar als Estats Units el 1936. Va fer recitals allà cada any des del 1946 al Carnegie Hall, davant molts dels més grans pianistes del món. El 2 d'abril de 1951, durant una actuació del Concert per a piano de Grieg al Carnegie Hall, amb l'Orquestra de Filadèlfia, dirigida per Eugene Ormandy, Barere va patir una hemorràgia cerebral i va morir poc després.
Els seus recitals estatunidencs foren enregistrats pel Boris, el fill del pianista en discos d'acetat. La més famosa d'aquestes interpretacions, efectuada en concert al Carnegie Hall, és la interpretació de la Sonata per a piano en si menor de Liszt, l'11 de novembre de 1947, publicada originalment pel segell estatunidenc Remington, per a qui va enregistrar en estudi el març de 1951 a la dècada del 1950, i després reeditada en diverses ocasions, es considera inigualable. Un altre exemple destacat, sempre en concert, és l'execució de la Rapsòdia espanyola de Liszt.
Qualificat per The New York Times com a «veritable gegant del piano», Barère era especialment conegut per la seva llegendària velocitat i destresa amb els dits; la seva interpretació de l'Islamey de Balàkirev i molts altres enregistraments eren famosos pel seu virtuosisme. Segons el crític musical Harold C. Schonberg, Barere era més que un virtuós ardent: produïa un colorit to de piano i podia ser també molt musical.

## Discografia
La majoria dels enregistraments que configuren la discografia de Simon Barere es feren a Nova York. Els seus primers èxits de recital li obriren, el 1934, les portes de la companyia discogràfica HMV / EMI, per a la qual va gravar els seus únics enregistraments d'estudi.
- Simon Barere : the complete HMV recordings, 1934-36 : Liszt, Balàkirev, Blumenfeld, Glazunov, Schumann, Skriabin (30 de gener de 1934-31 de gener de 1936,, 2CD Appian Publications and Recordings APR7001)[7] OCLC 29674419
- Liszt, Sonata en si menor (concert, 11 de novembre de 1947, Appian Publications and Recordings APR 5623)[8]
- Simon Barere at the Carnegie Hall. Volume 1 : Liszt (Concert núm. 1),[9] Bach, Beethoven, Chopin, Glazounov, Weber - New York Philharmonic-Symphony Orchestra, dir. David Broekman (concerts 1946, APR)[10] OCLC 45421336
- Simon Barere at the Carnegie Hall. Volum 2 : Bach, Schumann, Weber, Godowsky, Blumenfeld, Glazunov, Skriabin, Rakhmàninov, Balàkirev (concerts, 1946/1947, 2CD APR) OCLC 40050022
- Simon Barere at the Carnegie Hall. Volum 3 : Beethoven, Liszt, Weber, Schumann, Chopin (concerts 1947/1949, 2CD APR) OCLC 31056229
- Simon Barere at the Carnegie Hall. Volum 4 : Chopin, Liszt, Beethoven, Schumann, Chopin (concerts, febrer - novembre 1949, APR) OCLC 54100657